# ريكاردو سيليس
ريكاردو سيليس (بالإسبانية: Ricardo Celis)‏ هو صحفي ومعلق رياضي مكسيكي، ولد في 24 أغسطس 1962 في تامبيكو في المكسيك.

## وصلات خارجية
- ريكاردو سيليس على موقع IMDb (الإنجليزية)